# Алі Ладжамі
Алі Мохаммед Ладжамі (араб. علي محمد لاجامي, нар. 24 квітня 1996) — саудівський футболіст, захисник клубу «Аль-Гіляль» та національної збірної Саудівської Аравії. Виступав також за низку саудівських клубів.

## Клубна кар'єра
Алі Ладжамі народився 1996 року, та є вихованцем футбольної школи клубу «Аль-Халідж». У 2015 році Ладжамі розпочав грати в основній команді клубу, в якій виступав до 2018 року, взявши участь у 51 матчі чемпіонату. З 2018 до 2020 року футболіст грав у складі клубу «Аль-Фатех».
У 2020 році Алі Ладжамі перейшов до складу клубу «Аль-Наср» (Ер-Ріяд), у якому грав до 2025 року. З 2025 року футболіст грає у складі клубу «Аль-Гіляль».

## Виступи за збірні
У 2018 році Алі Ладжамі провів 3 матчі у складі молодіжної збірної Саудівської Аравії.
У 2019 році Ладжамі дебютував у складі національної збірної Саудівської Аравії. У складі збірної був учасником кубка Азії з футболу 2023 року у Катарі. Станом на початок липня 2025 року зіграв у складі національної збірної 19 матчів, у яких відзначився 1 забитим м'ячем.